# Întâlnire de gradul întâi
Întâlnirea de gradul întâi este o presupusă întâlnire  cu un OZN care se află la o distanță mai mică de 150 metri.
Aceste întâlniri se pot manifesta ca:
- discuri zburătoare
- lumini
- obiecte zburătoare care n-au atribute ale tehnologiei umane